# Werner Sporleder

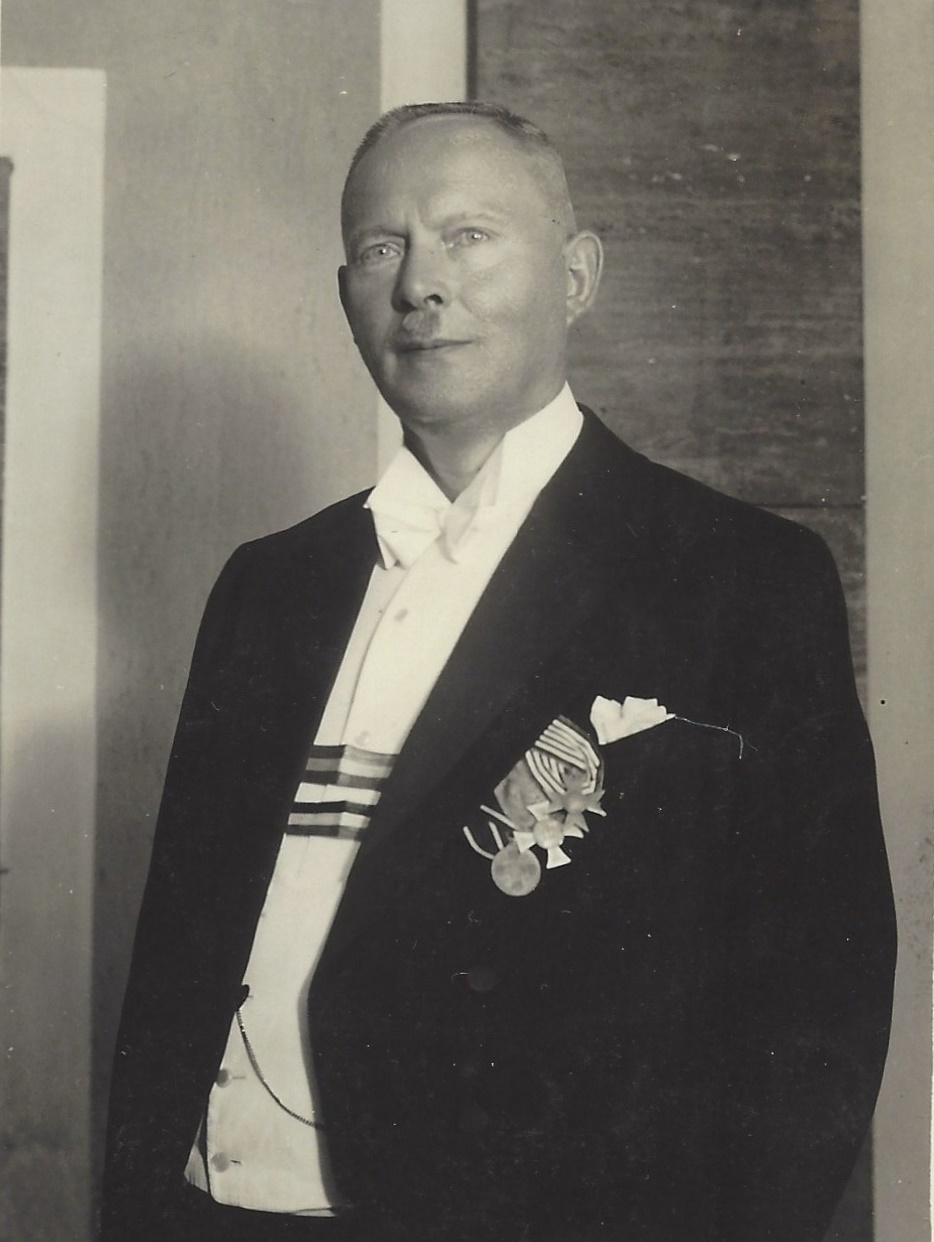
Werner Sporleder

Werner Sporleder (* 24. Juni 1876 auf Rittergut Steinbeck bei Bellin (Krakow am See), Mecklenburg; † 17. August 1943 in Rüdersdorf bei Berlin) war ein deutscher Verwaltungsjurist.

## Leben
Sporleder besuchte die Große Stadtschule Rostock. Nach dem Abitur (1894) studierte er an der Universität Rostock Rechtswissenschaft. 1895 wurde er im Corps Visigothia aktiv. Als Chargierter gehörte er im selben Jahr zur Delegation des Kösener Senioren-Convents-Verbandes, die Otto von Bismarck zum 80. Geburtstag in Friedrichsruh huldigte. Nachdem er 1900 das Referendarsexamen und 1905 die Assessorprüfung bestanden hatte, wurde er am 28. November 1906 in Rostock zum Dr. iur. promoviert. Seit 1904 Gerichtsassessor in  Altona, wechselte er in Preußens innere Verwaltung. Als Magistratsassessor kam er nach  Mariendorf und  Spandau, die damals noch nicht zu Berlin gehörten. Ab 1906 war er Bürgermeister in Havelberg und Aschersleben. 1908 kehrte er als Gemeindevorsteher nach Berlin zurück und wurde später Stadtrat für Steuerwesen in  Adlershof (1916–1924) sowie im Bezirk Treptow (1933). Nach 1933 musste er seine Ämter niederlegen und war anschließend von 1934 bis 1940 als Rechtsanwalt am Kammergericht tätig.
Als Mitglied des Verbandes Alter Corpsstudenten Berlin und Vorstandsmitglied der  Wassersportlichen Vereinigung alter Corpsstudenten (WVaC) war er der Spiritus rector der Integration des damals noch freien  Corps Frankonia Prag in den KSCV. Wegen mehrerer Verfahrensprobleme beim Kösener Congress konnte das Corps im September 1922 nicht in den Prager Senioren-Convent aufgenommen werden. Deshalb wurde es von Sporleder und anderen Berliner Corpsstudenten neu gestiftet. Sporleder war seit 1922 Rekonstitutions-Corpsphilister der Frankonia und bis 1939 Vorsitzender ihres Altherrenconvents.
Sporleder war verheiratet mit Mina Carola geb. Sperlein. Aus der Ehe gingen fünf Söhne hervor: Werner Ragnar, Kurt Egon, Horst Axel, Rolf Harald und Gerd Arnim (im Zweiten Weltkrieg gefallen). Der ehemalige Oberbürgermeister von Herne Georg Sporleder ist einer seiner beiden jüngeren Brüder und der Pfarrer der Bekennenden Kirche und Widerstandskämpfer Ulrich Sporleder sein Neffe.

## Ehrungen
Unvollständige Liste
- Ehrenmitglied des Corps Frankonia Prag (31. Mai 1936)[A 2]

## Schriften
- Die Einwendungen des Eigentümers gegen den Anspruch aus der Hypothek nach bürgerlichem Gesetzbuch. Rostock: Winterberg 1906, zugl. Rostock, Univ., Jur. Diss., 10. Febr. 1907